# 歐洲—地中海伙伴關係

地中海聯盟成員，其中以藍色標示的是歐盟成員國，以黃色標示的是非歐盟成員國，以黃灰色標示的是觀察員國。

歐洲－地中海伙伴關係（英語：Euro-Mediterranean Partnership；又稱巴塞隆納進程）是在1995年的歐洲暨地中海會議裡首創的。歐盟在會議裡表示了這個「伙伴關係」是要「加強歐盟與馬什里克和馬格里布國家的關係」。歐洲－地中海伙伴關係奠定了地中海聯盟的基礎，地中海聯盟是基於歐洲－地中海伙伴關係而建成，但並沒有因此而取代了歐洲－地中海伙伴關係。
歐盟在2004年進一步擴大，使兩個地中海國家（塞浦路斯和馬爾他）加入歐盟，同時總數達十個國家得以在該次的歐盟擴大裡加入歐盟。歐洲－地中海伙伴關係至今由43個國家組成：28個歐洲聯盟成員國及15個伙伴關係國（阿爾巴尼亞、阿爾及利亞、波斯尼亞和黑塞哥維那、埃及、以色列、約旦、黎巴嫩、利比亞、毛里塔尼亞、摩納哥、蒙特內哥羅、摩洛哥、敍利亞、突尼西亞及巴勒斯坦地區）。

## 巴塞隆納進程
巴塞隆納進程是一項倡議，為一個全新的區域性關係打下基礎。歐洲和地中海伙伴關係國在巴塞隆納宣言裡為伙伴關係訂立了三個主要目標：
1. 透過加強政治和安全對話而創造和平和穩定的共同區域。
2. 透過經濟和財政領域上的合作和逐漸建立自由貿易區來構建共享的繁榮地區。
3. 透過社會、文化和人文合作修好，鼓勵民間團體之間的文化交流，促進相互了解。

## 角色
歐洲－地中海伙伴關係的議程包括：
- 地中海地區的安全和穩定事務。
- 就地中海的共同價值達成一致及制定長遠的合作機制。
- 推廣民主、善政及人權。
- 為區域性合作伙伴達成彼此感到滿意的貿易協議。
- 對美國在地中海的作用制定互補政策

巴塞隆納進程由三個「籃子」所組成：
- 經濟：為地中海的共同繁榮而努力，包括雙邊聯合協定。
- 政治：推廣政治價值、善政及民主。
- 文化：文化交流，鞏固民間團體。

哈維爾·索拉納在會議開幕時聲言他們會團結起來釐清「文明衝突」及文明之間的誤解，又稱會議正值在第一次十字軍東征900周年召開「十分幸運」。他形容會議是加強地中海區域的文化和經濟統一性的過程。與會的27個國家共同起草巴塞隆納條約。在西班牙輪任歐洲聯盟理事會主席國時，哈維爾·索拉納作為西班牙的外交部部長，他的外交手腕得到認同。

## 成員
在1995年的會議上，以下的成員都贊成巴塞隆納宣言：

### 15個歐盟成員國
- 奥地利
- 比利时
- 丹麦
- 德国
- 西班牙
- 芬兰
- 法國
- 希腊
- 爱尔兰
- 義大利
- 盧森堡
- 荷蘭
- 葡萄牙
- 英国
- 瑞典

### 非歐盟成員國
- 賽普勒斯
- 馬爾他
- 土耳其

### 地中海地區國家
- 阿尔及利亚
- 埃及
- 以色列
- 约旦
- 黎巴嫩
- 摩洛哥
- 毛里塔尼亚
- 叙利亚
- 突尼西亞
- 巴勒斯坦

### 歐洲組織代表
- 歐盟理事會
- 歐盟委員會

## 雙邊關係
歐盟與各國開展許多雙邊活動。最重要的是歐盟暨地中海聯合協定，歐盟會個別地與地中海合作伙伴協議。歐盟與每個地中海合作伙伴的聯合協定都會包含雙方之間獨特的關係，但大體上都會遵照歐洲－地中海伙伴關係的原則。

## 地區層面
歐洲－地中海伙伴關係的區域性對話是最革新的其中一環，對話包括政治、經濟及文化領域。這種區域性合作具有重要的戰略意義，可處理地中海伙伴關係國的共同問題，同時又強調各國的互補性。
自2004年開始，這些地中海伙伴關係國被納入歐洲睦鄰政策，在2007年始得到歐洲睦鄰與夥伴方案的資金援助。

## 後果
埃胡德·巴拉克和亞西爾·阿拉法特都對索西納在巴塞隆納進程裡發揮的協調作用表示高度讚賞。埃胡德·巴拉克表示他們已能鑄劍為犁，以色列得以加入「歐洲俱樂部」。利比亞沒有出席該次會議，其領導人穆阿邁爾·卡扎菲稱這是歐洲試圖要在疆界以外的地方宣揚霸權。不過，卡扎菲和利比亞在2000年都承認和簽署了在巴塞隆納進程裡帶出的原則。巴塞隆納進程在每一年召開的會議裡都得到進一步發展，建立一些目的使中東得以在2010年前建立自由貿易區。索西納曾經說中東的和平可以在會議十周年時得到實現。歐洲－地中海自由貿易區是基於巴塞隆納進程和歐洲睦鄰政策而建立的。2004年的阿加迪爾自由貿易協議（Agadir Agreement）被認為是第一個成果。

## 現況
一些分析人士認為，巴塞隆納進程起不到作用。中東和平進程的停滯對巴塞隆納進程造成衝擊，阻礙進程的進展。巴塞隆納進程提及的經濟籃子可被視為成功，進程亦促進了沿岸國家的文化和民間交流。其他的主要批評都是基於歐盟所扮演的支配角色，由於通常都是由歐盟來評估事務，於是產生了由北方集團指揮南方集團的印象。近年，提升巴塞隆納進程共有權的問題都經常被提出來。
由於這是一個長期及複雜的項目，還需要一些時日才能對歐洲－地中海伙伴關係作出最後的評價。
在2007年，法國總統尼古拉·薩科齊倡議建立地中海聯盟，由大部分的地中海國家所組成。地中海聯盟被假定為要在歐盟的幫助以外運作。

## 2005年歐洲暨地中海峰會
十周年歐洲暨地中海峰會在2005年11月27至28日於巴塞隆納召開。巴塞隆納進程的正式成員包括：
- 27個歐盟成員國
- 10個地中海南部沿海國家：阿爾及利亞、巴勒斯坦、埃及、以色列、約旦、黎巴嫩、摩洛哥、敍利亞、突尼西亞及土耳其。
- 歐洲議會、歐盟委員會及歐盟理事會秘書處。

除此之外，巴塞隆納進程還包括六個常任觀察員國（利比亞、毛利塔里亞及阿拉伯國家聯盟秘書處）及其他受邀的觀察員，如歐洲投資銀行、阿拉伯馬格里布聯盟及推進文化、經濟和社會對話的安娜·琳德基金會。

### 議程
根據峰會的官方網頁，「為了應對21世紀的現實和新挑戰，更新巴塞隆納宣言並制定新的行動方案已是勢在必行，行動方案包括四個基本範疇」：
- 和平、保安、穩定、善政和民主
- 持續的經濟發展和改革
- 教育及文化交流
- 公正、安全及社會融合

## 外部連結
- （英文）歐洲－地中海伙伴關係 （页面存档备份，存于），歐盟的官方網頁